# Juanitas (diputades)
Les Juanitas és el nom que es va donar popularment a Mèxic a un fenomen polític en el qual els partits polítics del país nomenaven candidates femenines a càrrecs electes amb l'objectiu ocult de fer que aquesta candidata fos reemplaçada com abans millor per un suplent masculí predisposat pel mateix partit. D'aquesta forma, no es violava la quota de gènere que marca el reglament electoral a Mèxic. El concepte va sorgir arran dels casos de renúncies en sèrie que es van donar l'any 2009.

## Antecedents
El Congrés de la Unió és el màxim òrgan del poder legislatiu a Mèxic. Consta de 128 senadors a la cambra alta i 500 diputats a la cambra baixa. D'aquests últims, 300 s'escullen per majoria relativa i 200 són anomenats per representació proporcional.
La primera quota de gènere per a les eleccions al congrés es va adoptar a Mèxic com un simple suggeriment per als partits polítics el 1997, cosa que va tenir com a resultat un augment del 12 al 14% en diputats de gènere femení del 4 al 12% en senadores de la LVII Legislatura. La quota es va tornar obligatòria el 2003 i es van introduir sancions als partits per incomplir-la. La quota per a candidats del mateix gènere es va fixar en el 70%. D'aquesta forma, la proporció femenina va augmentar fins a gairebé el 23% en la cambra baixa i gairebé el 16% en el senat durant la LIX Legislatura. El 2006 un nou canvi de legislació establia que les sol·licituds de registre de candidatures a les dues càmeres del Congrés presentades pels partits davant l'Institut Federal Electoral, havien d'integrar-se amb un mínim de 40% dels candidats pertanyents a un mateix gènere, procurant d'aquesta forma arribar a la paritat, excepte per a les candidatures de majoria relativa votades en cada partit. Aquest fet va fer augmentar fins a més del 17% la proporció femenina en el senat de la LX Legislatura.
En paral·lel, a les eleccions a la Ciutat de Mèxic el 2009, es va produir un escàndol quan es va saber Rafael Acosta Ángeles, sobrenomenat Juanito i candidat pel Partit del Treball (PT), va prometre renunciar en favor de Clara Brugada en cas que guanyés les eleccions al lloc de cap de la delegació d'Iztapalapa.

## Renúncies de la LXI Legislatura
A la primera sessió de la LXI Legislatura del Congrés de la Unió de Mèxic el 3 de setembre de 2009, deu diputats van sol·licitar d'abandonar el càrrec en favor dels seus suplents, que són nomenats en iniciar la campanya electoral dels candidats. De les deu sol·licituds, vuit eren de dones. Invariablement, els suplents eren de gènere masculí, exceptuant els dos diputats homes, que les seves suplents eren dones. En cap cas es van donar explicacions sobres aquestes sol·licituds.
Diversos suplents eren líders socials, membres de la iniciativa privada i ex-treballadors de mitjans de comunicació, cosa que va aixecar sospites. Es va observar que el fenomen era similar al cas Acosta-Brugada, cosa que va fer que el sobrenom de l'home, «Juanito», es prestés per acomodar-lo a les diputades que havien renunciat.
Davant la pressió pública i a dins el Congrés per denegar les sol·licituds, diverses diputades van decidir no assistir a les sessions de legislatura; d'aquesta manera, i d'acord amb el reglament per al governament interior del Congrés de la Unió, el president de la Càmera hauria de trucar el suplent, únicament informat a l'assemblea.
L'enrenou va obligar el Tribunal Electoral de la Federació a adoptar la mesura d'homologar el gènere dels futurs candidats electes amb el dels seus suplents.

## Llista de les Juanitas originals i els seus suplents
| Circunscripció | Diputada "Juanita"            | Suplent                            | Partit |
| -------------- | ----------------------------- | ---------------------------------- | ------ |
| Primera        | María Guadalupe Silerio Núñez | Marcos Carlos Cruz Martínez        | PRD    |
| Primera        | Anel Patricia Nava Pérez      | Primitivo Ríos Vázquez             | PT     |
| Primera        | Laura Elena Ledesma Romo      | Maximino Alejandro Fernández Ávila | PVE    |
| Segona         | Sara Gabriela Montiel Solís   | Enrique Salomón Rosas              | PRI    |
| Segona         | Yulma Rocha Aguilar           | Guillermo Ruiz de Teresa           | PRI    |
| Segona         | Hilda Esthela Flores Escalera | Noé Fernando Garza Flores          | PRI    |
| Segona         | Mariana Ivette Ezeta Salcedo  | Carlos Alberto Ezeta Salcedo       | PVE    |
| Segona         | Kattia Garza Romo             | Guillermo Cueva Sada               | PVE    |
| Tercera        | Ana María Rojas Ruiz          | Julián Nazar Morales               | PRI    |
| Tercera        | Olga Luz Espinosa Morales     | Carlos Esquinca Cansino            | PRD    |
| Cinquena       | Carolina García Cañón         | Alejandro del Mazo Maza            | PVE    |